# Pierre de Castelnau-Bretenoux
Pierre de Castelnau-Bretenoux (1298 - † 18 mars 1333) est un homme d'église français du XIVe siècle, évêque de Rodez.

## Biographie
Pierre de Castelnau est le neveu et quatrième successeur de Raimond de Calmont d'Olt. Par le mariage de son frère Hugues à Aiguiline Duèze, nièce de Jean XXII, il est de bonne heure un des familiers du pape. Il doit à ses bonnes relations une carrière ecclésiastique des plus précoces. Avec les dispenses nécessaires, et afin de lui permettre de continuer ses études à Paris ou de résider à Avignon, il est nommé et reste jusqu'à sa consécration : prieur de Cintegabelle et de Saint-Victor-de-Caravalle (diocèse de Toulouse) et de Paulhac (diocèse de Clermont-Ferrand) ; chanoine prébendé de Laon, Brioude, Cahors, Rouen et Paris ; décimateur de Féneyrols (diocèse de Rodez).
Il reçoit du pape une prébende canoniale à Rodez le 7 novembre 1316, puis l'archidiaconé de Saint-Antonin-Noble-Val le 22 mars 1317.
Le 14 mars 1319, son élection, faite par les archidiacres et les chanoines par voie de compromis, est confirmée par le pape Jean XXII. Le même jour il se voit accorder, avec une dispense d'âge, prorogation pour trois ans du délai pour sa consécration. Il sollicite Jean XXII en 1320 pour l'érection de Vabres-l'Abbaye en évêché. Il est sacré le 14 juin de l'année suivante, mais ne paraît à Rodez qu'en 1324 pour prêter serment au chapitre cathédral en octobre.
Il meurt à l'âge de 36 ans, le 18 mars 1333 (ou 19 mars 1334 ?), dans son hôtel particulier de Paris, où il est allé pour les affaires de son diocèse. Son corps, après un dépôt de quelques jours dans le couvent des dominicains, est transporté à Rodez. Il est enseveli au milieu du chœur de la cathédrale, aux pieds (ad pedes) — comme le dit un ancien document inédit — de Raimond de Calmont d'Olt, son oncle. Sa succession est considérable. Il lègue en particulier 1 000 livres parisis pour la dot et l'établissement de cent jeunes filles pauvres. Il institue ses héritiers pauvres de Jésus-Christ.